# ویلیام باورز
ویلیام باورز (انگلیسی: William Bowers؛ زاده ۱۰ آوریل ۱۹۱۶ درگذشته ۱۹۸۷ (۷۰−۷۱ سال)) یک فیلم‌نامه‌نویس اهل ایالات متحده آمریکا بود.
از فیلم‌هایی که وی در آن‌ها نقش داشته است، می‌توان به جاسوس محبوب من اشاره نمود.